# CASA C-101
Die CASA C-101 Aviojet ist ein militärisches Schul- und leichtes Erdkampfflugzeug des spanischen Herstellers Construcciones Aeronáuticas S.A.

## Beschreibung
Obwohl es Mitte der 1970er-Jahre bereits eine große Anzahl leichter Erdkampf- und Schulflugzeuge auf dem Markt gab, wurde 1975 die Entwicklung des Aviojet-Projekts mit Unterstützung von der Northrop Corporation und MBB gestartet. Der Erstflug fand am 29. Juni 1977 statt. Das Flugzeug wurde, mit Ausnahme des zugekauften Garrett-Triebwerks, komplett in Spanien gefertigt.
Die ersten vier Flugzeuge traten im Januar 1980 in den Dienst der spanischen Fliegerschule. Die spanische Luftwaffe beschaffte die Maschine in großer Zahl und rüstete auch 1985 ihre Kunstflugstaffel Patrulla Águila mit dem Typ aus. Die Maschinen C-101 der Patrulla Águila haben eine höhere Dienstgipfelhöhe von 14.000 m, eine Höchstgeschwindigkeit von 845 km/h und, durch die fehlende Bewaffnung, größere Tanks für eine Flugdauer von bis zu 7 Stunden. Der Schulbetrieb mit der E-25, so die Bezeichnung der Luftstreitkräfte, endete am 29. Juli 2022. Für die Patrulla Águila soll das Flugzeug noch so lange wie möglich im Einsatz bleiben.
Eine Exportversion ging nach Chile (A-36M Halcon) und wurde später auch im Land endmontiert. Die chilenische Luftwaffe beendete das Training mit den CASA-Flugzeugen im Jahr 2022. In der Pilotenschulung wurden sie durch die Embraer Super Tucano ersetzt. Weitere Exportländer für die Aviojet waren Honduras und Jordanien.

## Nutzer
- Chile: 35 (Fuerza Aérea de Chile) bis 2022
- Honduras: 4 bis 2003[6]
- Jordanien: 16 (Königlich Jordanische Luftwaffe) bis 2020[7]
- Spanien: 88 (Ejército del Aire)

## Technische Daten

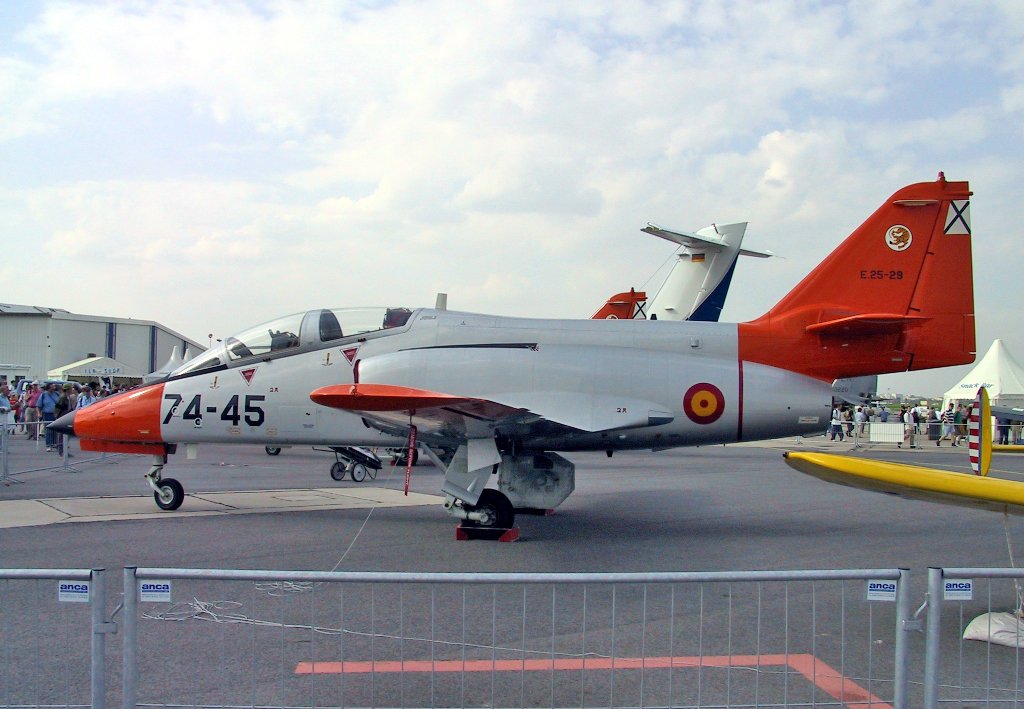
EADS CASA C-101 auf der ILA 2002

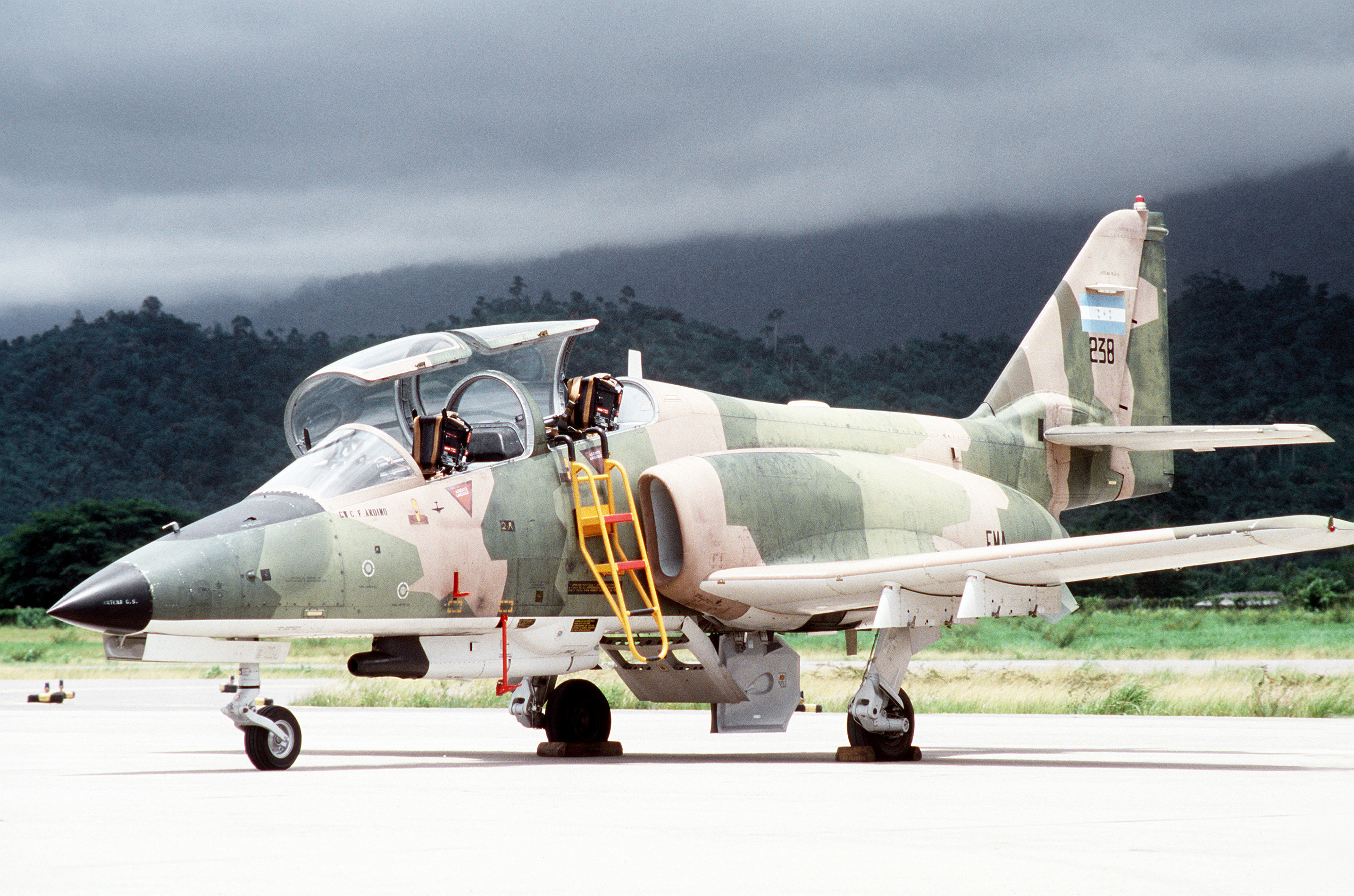
C-101 der Luftstreitkräfte von Honduras

| Kenngröße                | Daten der C-101 Aviojet                      |
| ------------------------ | -------------------------------------------- |
| Besatzung                | 2                                            |
| Länge                    | 12,40 m                                      |
| Spannweite               | 10,60 m                                      |
| Höhe                     | 4,25 m                                       |
| Leermasse                | 3.500 kg                                     |
| normale Startmasse       | 4.570 kg                                     |
| max. Startmasse          | 6.300 kg                                     |
| max. Treibstoffkapazität | 4.853 kg (intern)                            |
| Höchstgeschwindigkeit    | 805 km/h (auf Meereshöhe)                    |
| Steigrate                | 32,5 m/s                                     |
| Dienstgipfelhöhe         | 13.400 m                                     |
| Einsatzradius            | 500 km                                       |
| Triebwerk                | ein Mantelstromtriebwerk Garrett TFE731-5-1J |
| Schubkraft               | 20,9 kN                                      |
| max. Waffenlast          | 1.820 kg                                     |

## Bewaffnung
Bewaffnung bis zu 1820 kg an sechs Außenlaststationen unter den Tragflächen
Luft-Luft-Lenkwaffen
- 2 × Startschienen für je 1 × infrarotgesteuerte Kurzstrecken-Luft-Luft-Lenkflugkörper Rafael „Shafir II“

Ungelenkte Luft-Boden-Raketen
- 6 × Forges in Zeebrugge/TDA LAU-32-Raketen-Rohrstartbehälter für je 7 × ungelenkte DM28/44-Luft-Boden-Raketen; Kaliber 70 mm

Zusatzbehälter
- 1 × Kanonenbehälter für eine 30-mm-Maschinenkanone DEFA 553 mit 140 Schuss Munition
- 1 × MG-Behälter für zwei 12,7-mm-Maschinengewehre M3